# 阿歷薩·布利斯
阿莉莎·布利斯（英語：Alexa Bliss，1991年8月9日—），本名亞歷克西斯·考夫曼（英語：Alexis Kaufman），是美國職業摔角選手，目前受聘於世界摔角娛樂（WWE），並在Raw品牌亮相。
2013年5月，她與WWE簽訂了合約，並被分配到他們的表演中心和其位於佛羅里達州奧蘭多的發展品牌NXT。布利斯於2016年7月在SmackDown品牌上首次亮相，最終成為SmackDown女子冠軍，也是首個兩次奪得該冠軍頭銜的選手。她於2017年4月轉入Raw品牌，並於當月晚些時候贏得了Raw女子冠軍，成為第一位在WWE上皆有拿過Raw和SmackDown女子冠軍的選手。她於2018年在公事包大戰中贏得了公事包合約，並於當晚晚些時候兌現了合約，贏得了生涯第三次的Raw女子冠軍。2019年8月，布利斯和妮基·克羅斯贏得了WWE女子雙打冠軍。至此，布利斯在WWE贏得了七個冠軍頭銜。她還是2018年首屆以女性為特色的行刑室鐵籠戰的獲勝者。

## 早期生活
考夫曼於1991年8月9日出生於俄亥俄州哥倫布。 她從五歲起就從事體育運動，參加壘球、田徑、踢拳和體操比賽。在高中及大學時期，她參與了啦啦隊表演。 她還花了一些時間參加健身和健美比賽，並參加了阿諾體育節比賽。 考夫曼在15歲時患有致命的飲食失調症，但參加健身比賽幫助她克服了這一困擾。

## 個人生活
考夫曼從三歲起就一直是迪士尼的狂熱粉絲， 這歸功於她的家人每年去華特迪士尼世界度假區的旅行，儘管當時他們的收入不高。 她喜歡角色扮演，這激發了她許多摔角服裝的靈感，例如弗萊迪·克魯格、哈莉·奎茵、鋼鐵人、謎天大聖、女超人和恰吉。 她還支持家鄉的球隊哥倫布藍衣。 她引用了翠許·史踹特斯和雷·密斯特里歐作為她在摔角中的影響力。

## 冠軍經歷及成就
- 職業摔角畫報
  - 在2018年前50名女子摔角選手中排名第2名
- 運動畫刊
  - 2018年年度十大女子摔角選手中排名第六名
- 世界摔角娛樂
  - WWE Raw女子冠軍（3次）
  - WWE女子雙打冠軍（2次，與妮基·克羅斯（英语：Nikki Cross）搭檔；1次與Asuka搭檔）
  - WWE SmackDown女子冠軍（2次）
  - 公事包大戰勝利者（2018年）
  - WWE 24/7 冠軍（1次）

## 常用招式
- 終結技
  - Sparkle Splash/Twisted Bliss（Rounding Moonsault）
  - Snap DDT

## 外部連結
- 阿歷薩·布利斯在WWE官方網站的介紹 （页面存档备份，存于）（英文）
- 亞歷克西斯·考夫曼在互联网电影资料库（IMDb）上的資料（英文）